# Capistrano (Brazilië)
Capistrano is een gemeente in de Braziliaanse deelstaat Ceará. De gemeente telt 17.033 inwoners (schatting 2009).
De gemeente grenst aan Mulungu, Baturité, Itapiúna, Aratuba en Mulungu.